# Heliga förbönskyrkan, Zbljany
Heliga förbönskyrkan (belarusiska: Свята-Пакроўская царква; translitteration: Svjata-Pakrowskaja tsarkva) är en belarusisk-ortodox kyrkobyggnad belägen i byn Zbljany, i distriktet Lidski Rajon i Hrodna voblast, i nordvästra Belarus.
Kyrkan är helgad åt Guds Moders Beskydd och tillhör Lida stift i den Belarusisk-ortodoxa kyrkan.

## Historik
Heliga förbönskyrkan i Zbljany byggdes år 1900, som ersatte en tidigare träkyrka från 1671. Arkitekten är okänd.
År 1990 genomgick kyrkan en restaurering.

## Kyrkan
Kyrkan är byggd i rysk-bysantinsk stil och gjord av tegel.
Klocktornet har tre våningar.

## Bilder

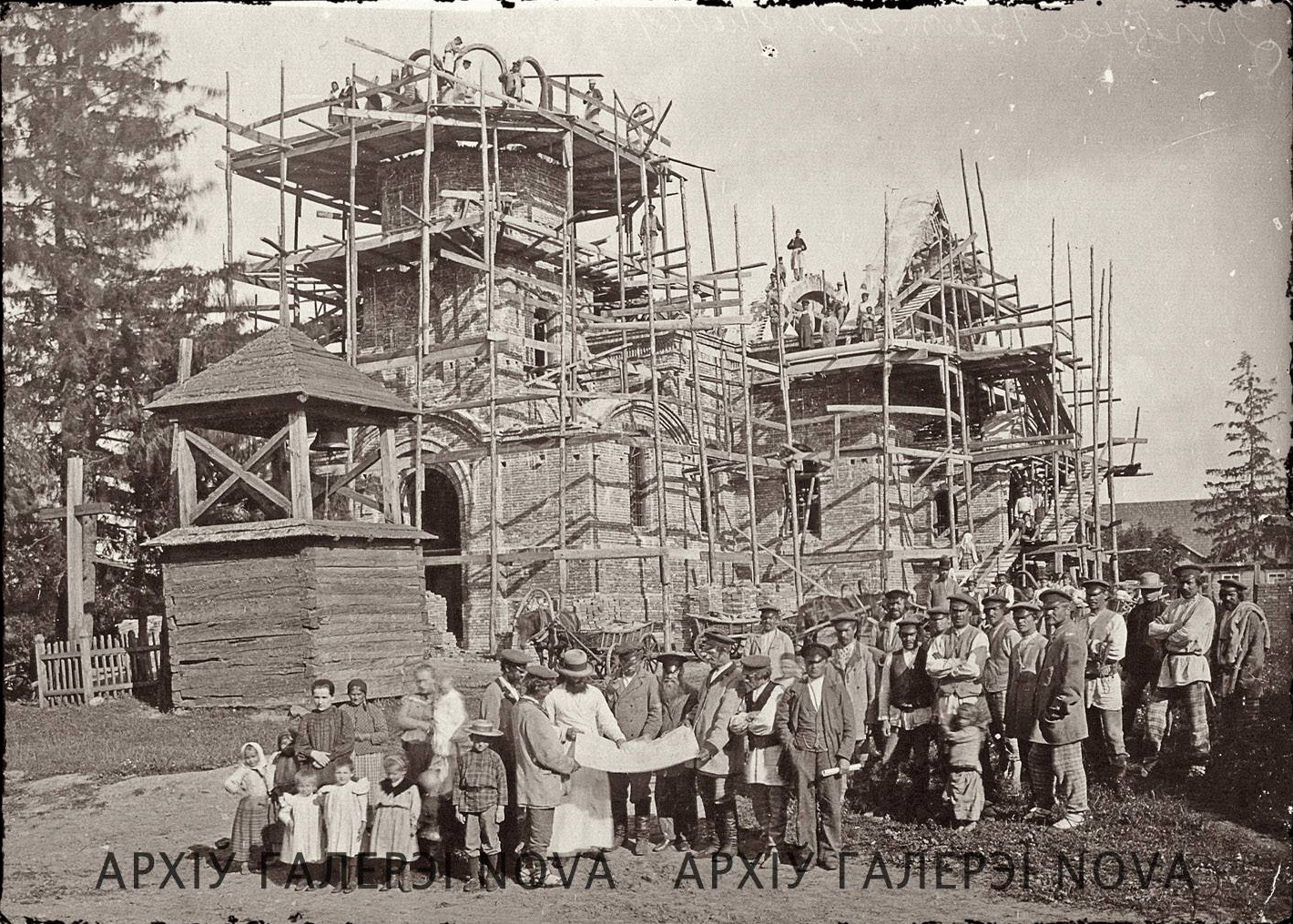
Heliga förbönskyrkan runt år 1900.

### Allmänna källor
- Храм Пакрова Божай Маці Збляны (hram.by)
- Царква Покрыва Прасвятой Багародзіцы | вёска Збляны Гродзенская вобласць (radzima.org)
- Збляны (globustut.by)
- Свята-Пакроўская царква, Збляны - Архіварта — Партал спадчыны Беларусі (archivarta.by)